# Dannie Richmond

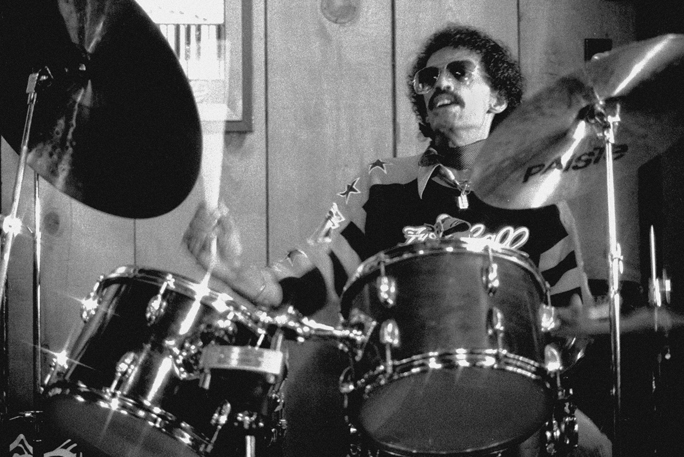
Dannie Richmond (1981)

Charles Daniel „Dannie“ Richmond (* 15. Dezember 1935 in New York, New York; † 16. März 1988 ebenda) war ein US-amerikanischer Jazzschlagzeuger.

## Leben und Wirken
Danny Richmond wuchs in Greensboro, North Carolina auf; sein erstes Instrument war das Tenorsaxophon und als junger Erwachsener spielte er in Rhythm and Blues Bands, wie bei Paul Williams and The Clovers. Richmond kehrte dann nach New York City zurück, um dort am Music Center Conservatory zu studieren. Er beschäftigte sich seit 1955 auch mit dem Schlagzeug. Nach nur einem halben Jahr wurde er durch Vermittlung von Lou Donaldson Mitglied in der Band von Charles Mingus. Seitdem spielte er als langjähriger Bandgenosse und Freund mit Mingus, mit dem er eines „der aufregendsten Bass-Schlagzeug-Teams des modernen Jazz“ bildete. Gelegentlich spielte er auch mit Herbie Nichols („Love, Gloom, Cash, Love“) und mit Chet Baker. 1960 nahm er mit dem Mingus-Saxophonisten Booker Ervin dessen The Book Cooks auf; 1963 war er an Pepper Adams’ Album Plays Charles Mingus beteiligt. 1965 entstand das erste Album des Schlagzeugers, eine von den seltenen Gelegenheiten, Richmond als Bandleader zu erleben (In Jazz for the Culture); bei der Session arbeitete er mit Jaki Byard, Cecil McBee, sowie den Gitarristen Toots Thielemans und Jimmy Raney.
Während einer mehrjährigen Schaffenspause von Mingus spielte er unter anderem mit Soulsänger Johnnie Taylor. 1972 und 1973 trennte er sich vorübergehend von Mingus, um bei Joe Cocker, der Mark-Almond-Band und sogar mit Elton John zu arbeiten. Ab Ende 1973 arbeitete er wieder mit Mingus zusammen, wie bei dessen späten Alben Changes One & Two. Nach Charles Mingus’ Tod wurde er 1979 Schlagzeuger der Mingus Dynasty, arbeitete an eigenen Projekten und bildete mit Cameron Brown die Rhythmusgruppe des George Adams/Don-Pullen-Quartetts. In den 1980er Jahren arbeitete er auch mit Hannibal Marvin Peterson, Mal Waldron und Horace Parlan.
Bezeichnend für Richmonds Spiel waren die schnelle Reaktionsfähigkeit, Taktwechsel und seine Kommunikationsfähigkeit. Dannie Richmond starb plötzlich an einem Herzinfarkt in Harlem, New York. Er war 52 Jahre alt.

## Richmond und Mingus
Brian Priestley gibt in seiner Mingus-Biographie die Frustration Mingus’ wieder, die er mit den Richmond vorangegangenen Schlagzeugern erlebt hatte. Im November 1956 spielte Mingus mit seiner Band im New Yorker Club The Pad; mit dabei dessen Schlagzeuger Willie Jones. Mingus machte seinem Unmut über den Drummer auf offener Bühne Luft. Dies veranlasste den anwesenden Lou Donaldson, Mingus den jungen Richmond anzuempfehlen.
Über Richmond sagte Mingus: „He gave me his complete open mind.“ Durch die lange Zeit der gemeinsamen Arbeit und angesichts der Tatsache, dass in den Mingus-Bands „ein Kommen und Gehen herrschte“, so der Kritiker Manfred Papst in seinem Porträt des Schlagzeugers, wurde Richmond bald nicht nur das dienstälteste, sondern auch das wichtigste Mitglied, „und die beiden wachsen zu einem der stilbildenden Rhythmusgespanne der Jazzgeschichte zusammen. (...) Unerreicht sind sie im allmählichen Aufbauen von Spannungen, die die Musiker buchstäblich zu sprengen scheinen, im virtuosen Spiel mit jähen Stimmungswechseln und in polymetrischen Überlagerungen.“
Nach einer Weile fungierte Richmond auch als Co-Leader der diversen, häufig wechselnden Mingus-Bands. Ein der ersten Studio-Sessions war im März 1957 die The Clown-Session. Beim folgenden Album Tijuana Moods hatte Richmond bei „Dizzy Moods“ ein kurzes, aber feuriges Solo. Höhepunkte von Richmonds Schaffen waren die klassischen Mingus-Alben, die Ende der 1950er Jahre entstanden, wie Blues and Roots und Mingus Ah Um, dessen Titel durch häufige Tempowechsel, metrische Modulationen und zahlreiche stilistische Variationen geprägt waren, wie „Wednesday Night Prayer Meeting“, „E’s Flat, A’s Flat Too“, „Moanin“, „Tensions“, „Better Git it in Your Soul“, „Goodbye Pork Pie Hat“ und „Fables of Faubus“.

## Diskographische Hinweise

### Alben als Leader
- In Jazz for the Culture Set (1965)
- Ode to Mingus (1979, mit Bill Saxton, Danny Mixon, Mike Richmond)
- Plays Charles Mingus (1980)
- Dannie Richmond Quintet (1981)
- Dionysius (1983)
- Gentleman’s Agreement (1983)

### Alben mit Charles Mingus
- East Coasting (1957)
- Tijuana Moods (1957)
- Blues and Roots (1959)
- Mingus Ah Um (1959)
- Charles Mingus Presents Charles Mingus (1960)
- Pre-Bird (1960)
- Complete Town Hall Concert (1962)
- The Black Saint and the Sinner Lady (1963)
- Mingus Mingus Mingus Mingus Mingus (1963)
- Cornell 1964
- Let My Children Hear Music (1971)
- Mingus Moves (1973)
- In Argentina: The Buenos Aires Concerts (1977, ed. 2025)

### Alben mit Mark-Almond
- Mark-Almond II (1972)
- Rising (1972)
- 73 (1973)